# Ruiz & Pav.
L'abréviation Ruiz & Pav. désigne les deux botanistes espagnols Hipólito Ruiz López et José Antonio Pavón, en tant qu'autorité de nomenclature botanique. Ils participèrent ensemble à une expédition au Pérou et au Chili, qui dura de 1777 à 1788, lors de laquelle ils nommèrent et classifièrent de nombreuses espèces du Nouveau Monde.